# Diocesi di Buleliana
La diocesi di Buleliana (in latino Dioecesis Bulelianensis) è una sede soppressa e sede titolare della Chiesa cattolica.

## Storia
Buleliana, nell'odierna Tunisia, è un'antica sede episcopale della provincia romana di Bizacena.
Unico vescovo attribuibile con certezza a questa diocesi africana è Flaviano, il cui nome figura al 16º posto nella lista dei vescovi della Bizacena convocati a Cartagine dal re vandalo Unerico nel 484; Flaviano, come tutti gli altri vescovi cattolici africani, fu condannato all'esilio.
Più incerta è l'assegnazione a questa diocesi del vescovo Pancrazio, che partecipò al concilio di Cabarsussi, celebrato il 24 giugno 393 dai massimianisti, setta dissidente dei donatisti, e ne firmò gli atti come episcopus Balianensis. Tuttavia, molti studiosi ritengono inammissibile che un vescovo della Mauritania Cesariense, dove si trovava Baliana, abbia preso parte a una riunione in Bizacena tra vescovi che appartenevano tutti a quest'ultima regione. Per questo motivo Toulotte e Mesnage assegnano questo vescovo alla diocesi di Buleliana.
Il vescovo Bonifacio, che Morcelli inserisce nella cronotassi di Buleliana, fu in realtà vescovo di Graziana.
Dal 1989 Buleliana è annoverata tra le sedi vescovili titolari della Chiesa cattolica; dal 16 luglio 2021 il vescovo titolare è Deepak Valerian Tauro, vescovo ausiliare di Delhi.

## Cronotassi

### Vescovi
- Pancrazio ? † (menzionato nel 393)  (vescovo donatista)

- Flaviano † (menzionato nel 484)

### Vescovi titolari
- José Luis Astigarraga Lizarralde, C.P. † (26 novembre 1991 - 20 gennaio 2017 deceduto)
- Jean Đỗ Văn Ngân (2 maggio 2017 - 16 gennaio 2021 nominato vescovo di Xuân Lôc)
- Deepak Valerian Tauro, dal 16 luglio 2021